# Vlag van Leersum

Vlag van de gemeente Leersum (1954-2006)

De vlag van Leersum is op 10 maart 1954 bij raadsbesluit vastgesteld als de gemeentevlag van de Utrechtse gemeente Leersum. De vlag kan als volgt worden beschreven:
Drie banen van gelijke hoogte in rood en geel.
De kleuren van de vlag zijn ontleend aan het gemeentewapen.
Op 1 januari 2006 is Leersum opgegaan in de gemeente Utrechtse Heuvelrug. De vlag is daardoor als gemeentevlag komen te vervallen.

## Verwante afbeelding

Het wapen van Leersum

Amerongen 
· Benschop 
· Breukelen 
· Doorn 
· Driebergen-Rijsenburg 
· Harmelen 
· Jutphaas 
· Kamerik 
· Kockengen 
· Leersum 
· Linschoten 
· Loenen 
· Loosdrecht 
· Maarn 
· Maarssen 
· Maartensdijk 
· Mijdrecht 
· Polsbroek 
· Snelrewaard 
· Stoutenburg 
· Vianen 
· Vinkeveen en Waverveen 
· Vleuten-De Meern 
· Vreeswijk 
· Wilnis 
· Zegveld 
· Zuilen